# Midna
Midna é uma personagem fictícia da série de videojogos da Nintendo, The Legend of Zelda, introduzida como uma das principais protagonistas no videojogo The Legend of Zelda: Twilight Princess. Ela é um membro dos Twili, um grupo mágico que une forças com Link para impedir que o reino de Hyrule seja consumido por uma dimensão paralela corrupta chamada Twilight Realm. Embora Midna apareça como uma criatura parecida com um diabo durante a maior parte de Twilight Princess, a sua forma atual é parecida com a de um humano. Foi desenhada por Yusuke Nakano e tem a voz de Akiko Kōmoto. Midna também aparece como um personagem jogável no jogo Hyrule Warriors, e faz aparece como um menores na série Super Smash Bros.
Midna foi muito bem recebida pelas críticas e pelos fãs, considerada uma das melhores personagens novas dos anos 2000 e uma das melhores personagens femininas da Nintendo. Seu papel no Twilight Princess foi comparado ao da Navi, que acompanhou o Link no Ocarina of Time

## Aparições
Midna apareceu pela primeira vez no videojogo The Legend of Zelda: Twilight Princess, jogo lançado para a GameCube e a Wii, onde ela era a governante da Twilight Realm até que o vilão Zant usurpou o trono e a transformou em um diabinho, levando um dos quatro pedaços de um artefato poderoso chamado Fused Shadow. Sem alternativas, ela decidiu juntar-se à personagem principal, Link, que foi transformado num lobo. Quando eles se encontram, ela ajuda-o a livrar-se de seus captores para obter as outras três partes da Fused Shadow. À medida que o jogo avançava, Midna se torna menos insensível e atrevida com Link. Após eles obterem a última Fused Shadow, Zant apanha o Link e a Midna desprevenidos. Ele expõe a Midna ao Espírito de Luz Lanayru que a coloca numa situação em que parece que ela está quase a morrer. Ao mesmo tempo, ele amaldiçoa Link para permanecer na como lobo. Link procura a Master Sword para curar Midna, e a Princesa Zelda a curar Midna, sacrifica-se e faz com que ela própria desapareça.
Depois de obter a Master Sword, Link e Midna começam a sua busca pelo Twilight Mirror, só para descobrirem que o Zant o destruiu. Depois de encontrarem todas as peças e restauralem-nas, Midna e Link viajam para a Twilight Realm e derrotam Zant. Após esta batalha, os regressam ao Castelo de Hyrule para derrotar Ganondorf, a fonte de todo o poder de Zant. Depois de Ganondorf ser derrotado e o Castelo de Hyrule ser destruído, Midna é restaurada à sua forma original de humana. Ela regressa à Twilight Realm e parte o Mirror of Twilight, separando a Light Realm e a Twilight Realm, agora completamente impedindo que outra pessoa qualquer repita as ações de Zant.
No jogo Hyrule Warriors, Midna é uma personagem jogável que representa a Twilight Realm. Midna luta na sua forma de diabo, usando o seu cabelo mágico para atacar os inimigos com golpes poderosos e de grande alcance. Embora pareça má no início, Midna faz aliança Lana e Agitha para ajudar Link e Zelda a derrotar Cia e restaurar a ordem, e mais tarde para derrotar o Ganondorf revivido. Também é possivel jogar com ela na sua versão Twili com o Twilight Princess DLC.
Midna também aparece em várias entradas da série Super Smash Bros. como um objeto colecionável, incluindo Super Smash Bros. Brawl, Super Smash Bros. para Nintendo 3DS e Wii U, e Super Smash Bros. Ultimate . Nas ultimas duas entradas especificamente (3DS/Wii U e Ultimate), ela também aparece como um Assist Trophy, um personagem que aparece aleatoriamente duma para ajudar durante uma batalha se alguém apanhar a capsula dos Assist Trophies.
Quando o Twilight Princess HD saiu para Wii U em 2016, a Nintendo lançou o amiibo Wolf Link, onde podemos ver Midna a cavalgar nas costas de Link em forma de lobo.

## Receção
Midna foi muito bem recebida pelos fãs e pela crítica desde a sua estreia em The Legend of Zelda: Twilight Princess. Ela é elogiada como uma das melhores personagens novas dos anos 2000, sendo muito destacável. Ela também é uma das personagens femininas favoritas dos fãs da Nintendo, principalmente por causa da sua história. Para além da sua história Midna também é apreciada pelo seu carácter e a sua relação com Link é vista como uma das mais convincentes da série. Midna foi comparada a vários personagens, mas a mais frequente é a Navi, personagem da série The Legend of Zelda: Ocarina of Time da Nintendo 64. Em particular, várias críticas veem na como uma interpretação mais interessante e menos irritante da Navi. Antes do lançamento de Super Smash Bros. Brawl, a inclusão de Midna como personagem jogável era uma sugestão popular entre fãs.